# Sciades subglabrus
Sciades subglabrus là một loài bọ cánh cứng trong họ Cerambycidae.